# Notazione polacca
La notazione polacca è una particolare sintassi atta a denotare formule matematiche e algoritmi, caratterizzata dal fatto che gli operatori si trovano tutti a sinistra degli argomenti. Per questo motivo, viene anche detta notazione prefissa. Se l'interprete conosce in anticipo l'arietà di ogni operatore, la notazione polacca permette di descrivere univocamente qualsiasi formula o algoritmo senza utilizzare parentesi o altri elementi sintattici di separazione.
Deve il suo nome a Łukasiewicz, che la utilizzò per la prima volta intorno all'anno 1920 per semplificare il calcolo proposizionale; egli stesso ha dichiarato:
(Łukasiewicz, p. 610.)
(Łukasiewicz, p. 610)
Sebbene non sia più di moda nell'ambito della logica, ha con il tempo acquisito una certa importanza in informatica. È parente stretta della più nota notazione polacca inversa (o notazione postfissa) che funziona in modo speculare (gli operatori si scrivono a destra, gli argomenti a sinistra).

## Esempi
La formula in notazione infissa (standard):
{\displaystyle 2+(3\times 4)},
se trascritta in notazione polacca diventa:
{\displaystyle +2(\times 3\ 4)}
o più semplicemente:
{\displaystyle +2\times 3\ 4}
La notazione non è equivoca, dato che sappiamo che l'operatore "{\displaystyle \times }" prenderà come argomenti i primi due argomenti disponibili ({\displaystyle 3} e {\displaystyle 4}), e restituirà un altro valore; similmente, "{\displaystyle +}" prenderà due argomenti: il risultato dell'operazione precedente è {\displaystyle 14}.
Supponendo ora di avere un operatore "{\displaystyle \operatorname {mod} }" che presi due parametri interi {\displaystyle \alpha } e {\displaystyle \beta } restituisca il resto della divisione intera {\displaystyle \alpha /\beta } ed un operatore "{\displaystyle =}" che dati due parametri {\displaystyle \alpha } e {\displaystyle \beta } restituisca Vero se hanno lo stesso valore e Falso altrimenti, l'espressione in notazione polacca
{\displaystyle =\mod n\ 3\ 0}
restituisce Vero se e solo se il numero {\displaystyle n} è multiplo di {\displaystyle 3}.